# Connor Questa
Pour les articles homonymes, voir Connor.
Connor Questa, anciennement Marilina Connor Questa, est un groupe de rock alternatif et grunge argentin, originaire de Buenos Aires. Il est formé en 2010 et séparé en 2015.

## Biographie

### Marilina Connor Questa

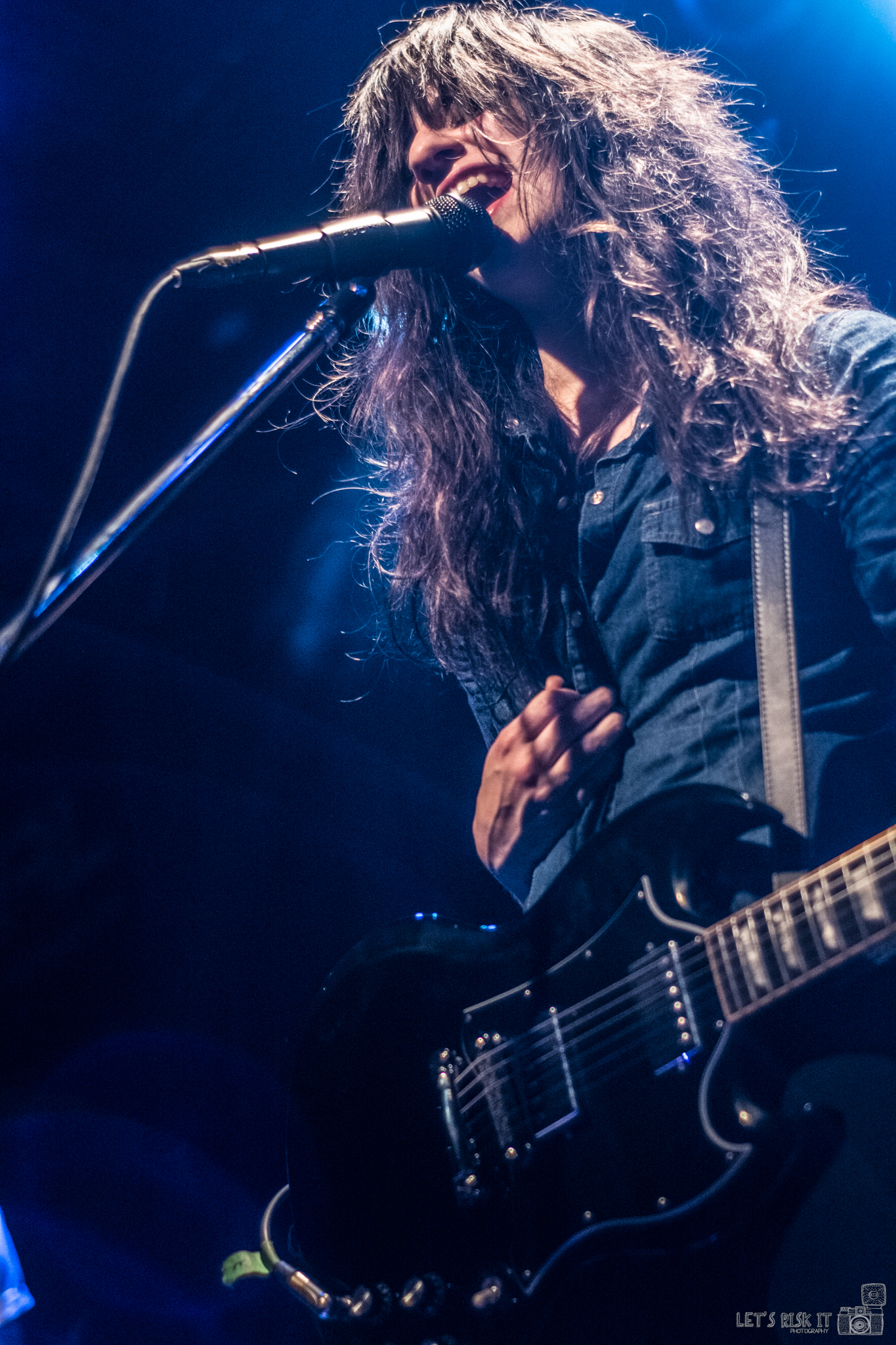
Marilina Bertoldi, fondatrice du groupe.

Les origines du groupe sont retracées à une période durant laquelle la chanteuse du groupe, Marilina Bertoldi, originaire de Sunchales, dans la province de Santa Fe, décide de se faire connaitre en solo dans la scène underground de Buenos Aires. À cette période, elle lance sa propre page web, téléchargeant tout ses morceaux qui sont rapidement reconnus du public.
En 2010, Bertoldi décide de recruter des musiciens, pour former un groupe musical professionnel. À la recherche d'un chanteur, Bertoldi recrute Hernán Rupolo à la guitare, Rodrigo Bodaño à la batterie (qui est ensuite remplacé par Facundo Veloso), et Martín Casado Sabatella à la basse. Le groupe est initialement formé sous le nom de Marilina Connor Questa, qui vient d'un jeu de mots avec la phrase « Marilina con orquesta ». Bertoldi explique lors d'un entretien avec La voz : « J'ai réfléchi et pensé à Brenda Martin (bassiste d'Eruca Sativa). Je ne voulais pas me faire appeler "Marilina y los algo". Je me suis donc souvenue de ma grand-mère qui me demandait toujours comment je me débrouillais "avec l'orchestre" ? c'est de là que vient le nom. »
À la fin de la même année, ils sortent un EP indépendant quatre pistes, et commencent à jouer en son soutien faisant des tournées dans toute la capitale fédérale. À cette période, ils commencent à filmer leur tournée pour une série de vidéos qui seront ensuite téléchargées sur YouTube.

### Somos por partes
En 2011, ils sortent leur premier album, Somos por partes, enregistré et mixé aux studios MCL, qui est vendu en totalité en quelques mois après sa sortie. De cet album en découlent le singles Amnesia, Pasiones, Acorde de paso», Resiste en pie et Gritos. La même année, Facundo Veloso quitte le groupe, et est remplacé par Agustin Agostinelli à la batterie. Au milieu de la même année, Marilina, sans abandonner son groupe, décide de publier de manière indépendante, son premier album, sur Internet intitulé ''El Peso del aire suspirado,.
En 2012, ils visitent le Grand Buenos Aires, Córdoba, Paraná, Gálvez et Rosario. Ils remportent la Batalla de las Bandas de Quilmes Rock, organisée au Club La Trastienda, partageant l'affiche avec les Foo Fighters, Arctic Monkeys et Massacre, à l'Estadio de River Plate.

### Fuego al universoet nouveau nom

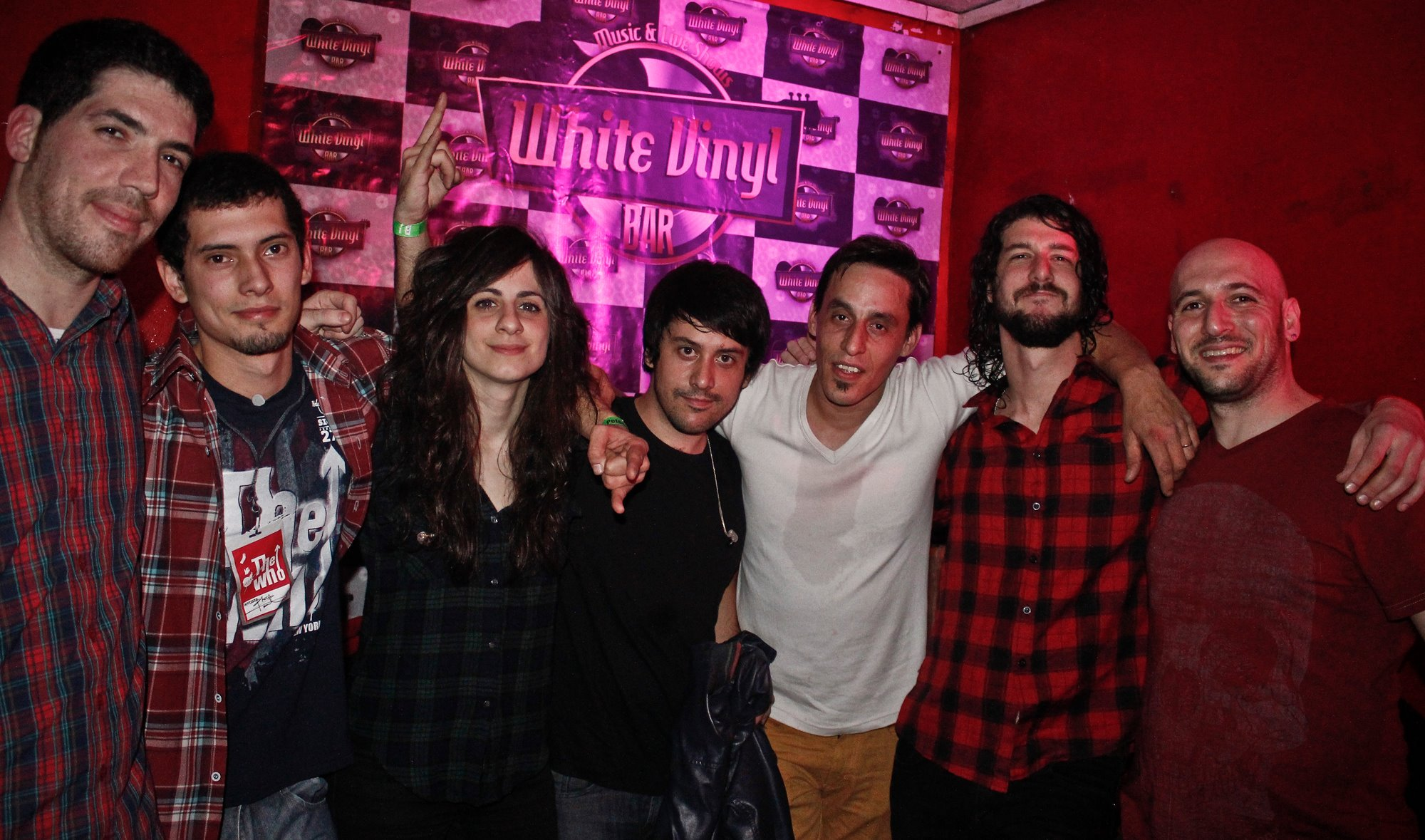
Connor Questa pendant un concert (2014).

En mars 2013, ils sortent leur deuxième album studio, intitulé Fuego al universo ; produit par Gabriel Pedernera, batteur d'Eruca Sativa, modifiant leur nom en Connor Questa, du fait que leur chanteuse est considérée par les membres comme « plus adulte ». Par la suite, Martin Casado part, et Santiago Jhones le remplace à la basse. Après avoir signé un contrat avec le label Pelo Music, le groupe quitte la scène underground,. Le 12 octobre de cette même année, ils participent au Personal Fest, où ils partagent la scène avec des groupes internationalement reconnus tels que Aerosmith, Arctic Monkeys, Foo Fighters et Queens of the Stone Age,. De cet album en découlent les singles à succès Pensar bien, Todo lo posible, Lo Roto expone et Hoy decido que.
Cette même année, le groupe est sacré révélation nationale du Sí! au magazine Clarín, et sort deuxième de la catégorie « meilleur groupe jamais vu » au Vorterix et de « révélation de l'année » au Rock & Pop.
En 2014, toujours en parallèle à son groupe, Bertoldi publie son deuxième album solo, intitulé La Presencia de las personas que se van qui, comme son prédécesseur, est édité à travers le web avec une vidéo par chanson,. Avec la tournée Fuego al universo, ils jouent dans différentes villes et annoncent un éventuel troisième album pour 2015.

### Séparation
Le 4 mars 2015, ils annoncent leur séparation ; cette séparation vient du fait qu'ils ne partageaient pas la même vision d'avenir pour le groupe et qu'ils ne se sentaient pas à l'aise,.

## Membres

### Derniers membres
- Marilina Bertoldi - chant, guitare rythmique, piano (2010–2015)
- Hernán Rupolo - guitare solo (2010–2015)
- Santiago Jhones - basse (2013–2015)
- Agustin Agostinelli - batterie (2011–2015)

### Anciens membres
- Rodrigo Bodaño - batterie (2010–2011)
- Facundo Veloso - batterie (2010–2011)
- Martin Casado - basse (2010–2013)

## Discographie

### Albums studio
- 2011 : Somos por partes[18]
- 2013 : Fuego al universo]

### Singles
- 2010 : Marilina Connor Questa
- 2010 : Resiste en pie
- 2011 : Somos por partes
- 2011 : Gritos
- 2011 : Acorde de paso (versión en estudio)
- 2011 : Pasiones
- 2013 : Fuego al universo
- 2013 : Pensar bien
- 2013 : Cliché

### Vidéographie
- 2011 : Somos por partes
- 2011 : Gritos
- 2011 : Acorde de paso
- 2011 : Pasiones
- 2011 : Tripolar
- 2013 : Pensar bien
- 2013 : Cliché